# Narayanganj
Narayanganj è una città del Bangladesh appartenente alla divisione di Dacca, nella parte centro-orientale del Bangladesh. È situata lungo entrambe le sponde del fiume Sitalakhya alla sua confluenza con il fiume Dhaleswari.
Principale porto fluviale della vicina Dacca (che sorge poco a nord-ovest), è collegata da una rete di traghetti ai maggiori porti dell'entroterra e a Chittagong. Narayanganj è uno dei centri commerciali più affollati del paese; è un mercato finale della iuta e in passato era un centro di raccolta e vendita di cuoio e pelli. Assieme a Dacca, forma inoltre un grande polo industriale, con numerosi impianti per la lavorazione di iuta e cotone. Tra le altre industrie ricordiamo officine per la riparazione di navi e vari stabilimenti manifatturieri, ove si producono cibi e bevande confezionati, macchinari e prodotti in metallo, prodotti chimici, e pasta di legno e prodotti in legno.
Istituita come municipalità nel 1876, Narayanganj ospita vari college, un certo numero di ospedali e strutture sanitarie, e molte biblioteche pubbliche. Tra gli edifici storici ricordiamo il Kadam Rasul (1801), un santuario costruito da Ghulam Muhammad di Tippera; i forti moghul di Sunakanda e Hajiganj, risalenti al XVI secolo circa; e il tempio di Lakshmi-Narayana, del XII secolo, per il quale la città è rinomata.